# Angela McRobbie
Angela McRobbie est une féministe et sociologue britannique née en 1951.

## Biographie
Au début de sa carrière, dans les années 1970, McRobbie travaille sur le lien entre les adolescentes et les magazines. Elle gagne en notoriété dans les années 1990, toujours pour son travail sur l'influence des magazines pour jeunes femmes, dont elle étudie l'évolution depuis ses débuts. Elle met un point d'honneur à défendre les initiatives positives, qui servent l'émancipation des jeunes femmes, par exemple dans Cosmopolitan.
En dehors de son travail sur les magazines, McRobbie étudie la mode, l'art moderne et la musique pop et leurs influences sur les jeunes femmes. Dans ses recherches, elle s'inspire des sociologues féministes Joanne Hollows, Jackie Stacey et Rosalind Gill.
Elle est professeure de communication au collège Goldsmith de l'université de Londres.

## Ouvrages (extrait)
- (en) Angela McRobbie, 'Jackie' : An ideology of adolescent femininity, Birmingham, Birmingham: Centre for Contemporary Cultural Studies (CCCS Stencilled Papers), University of Birmingham, 1978, 53 p. (ISBN 978-0-7044-0500-4)
- (en) Angela McRobbie, Zoot suits and second-hand dresses : An anthology of fashion and music, Boston, Unwin Hyman, 1988, 295 p. (ISBN 978-0-04-445237-9)
- (en) Angela McRobbie, Feminism and youth culture : From 'Jackie' to 'Just seventeen', Houndmills, Basingstoke, Hampshire, Macmillan, 1991, 255 p. (ISBN 978-0-333-45263-9)
- (en) Angela McRobbie, Postmodernism and popular culture, London New York, Routledge, 1994, 225 p. (ISBN 978-0-415-07713-2)
- (en) Angela McRobbie, In the culture society : Art, fashion and popular music, London New York, Routledge, 1999, 164 p. (ISBN 978-0-415-13750-8)
- (en) Angela McRobbie, Feminism and youth culture, Houndmills, Basingstoke, Hampshire, Macmillan Press, 2000, 2nd éd. (1re éd. 1991), 225 p. (ISBN 978-0-333-77032-0) Also available in Chinese.
- (en) Angela McRobbie, Lawrence Grossberg et Paul Gilroy, Without guarantees : In honour of Stuart Hall, Londres, Verso, 2000, 433 p. (ISBN 978-1-85984-287-4)
- (en) Angela McRobbie, The Uses of Cultural Studies : A Textbook, London Thousand Oaks, California, SAGE, 2005, 211 p. (ISBN 978-1-4129-0845-0)
- (en) Angela McRobbie, The aftermath of feminism : Gender, culture and social change, Los Angeles London, SAGE, 2009, 192 p. (ISBN 978-0-7619-7062-0) Traduit en allemand sous le titre (de) Top girls : Feminismus und der Aufstieg des neoliberalen Geschlechterregimes, Wiesbaden, VS-Verl, 2010, 240 p. (ISBN 978-3-531-16272-0)
- Angela McRobbie, Be creative making a living in the new culture industries, City, Polity Press, 2014 (ISBN 978-0-7456-6194-0)
- Angela McRobbie, Feminism, femininity and the perfect, Sage, 2015
- McRobbie, Angela (2016). Stuart Hall, cultural studies and the rise of Black and Asian British art

## Prix et distinctions
Elle fait partie de la Royal Society of the Arts et en 2017, elle reçoit un prix spécial de la British Academy.